# Csáky Zénó
Körösszeghy gróf Csáky Zénó (Korompa, 1840. március 8. – Budapest, 1905. október 2.) felvidéki főúr, nagybirtokos, Szepes vármegye főispánja, titkos tanácsos, Szepességi Történeti Társaság elnöke, Magyar Képzőművészeti Egyetem tiszteletbeli tagja.

## Család származása
Apja gróf Csáky Ágoston (1803–1883) politikus, Szepes vármegye főispánja, anyja Prónay Iphigenia bárónő (1807–1874).

## Élete
Testvére Csáky Albin, aki országgyűlési képviselő, főrendiházi elnök, vallás és közoktatási miniszter és tárnokmester volt.
Tizenhat éves volt, amikor a katonai pályára lépett, részt vett az 1859-es itáliai hadjáratban, és 1863-ban mint főhadnagy szerelt le.
1867-ben Szepes vármegye főútigazgatója lett. Nagy érdemei voltak, hogy a Tátra alatti településeket összekötő utak megépültek. Atyja halála után (1883)  megvált állásától és átvette a családi hitbizományi javak kormányzását. Családi birtokai Szepes-Sümegen voltak.
1896-tól Szepes vármegye főispánja lett és ezt a tisztséget egészen a haláláig töltötte be. A Szepesség kulturális, társadalmi és gazdasági életének tevékeny résztvevője volt. Fontos szerepe volt, hogy a fürdőkultúra ezen a részen megindult.  Nagyon sok társadalmi megbízatása volt és sokat tett Szepesség népének anyagi és erkölcsi előmozdítására.
Csáky Zenó a főrendiház élethossziglan megválasztott tagja volt.
1903. szeptemberétől Csáky Zénó Szepes vármegye főispánja részére a titkos tanácsosi méltóságot adományoztak. A szász Albrecht-rendnek a nagykeresztese volt.
Felesége Eszterházy Leontin grófnő volt.
Halála után 1908-ban a tátralomnici parkban egy emlékművet állítottak az emlékére, amelyről akkor a fővárosi lapok is részletes és fényképes tudósítást adtak. A szoborkompozíció egy durva mészkőből építették és ennek a tetejére helyezték el a faragott fehér kő mellvédet. Felirata jelezte, hogy „Közadakozásból, Szepes vármegye közönségétől” állították fel. gróf Csáky Zénó emlékműve

## Emlékezete
- Halála után 1908-ban a tátralomnici parkban egy emlékművel tisztelték meg, de az emlékművet a csehszlovák államfordulat után eltávolították.[5]
- A Magyarországi Kárpátegyesület a XXXIII. közgyűlésén 1906-ban Tátrafüreden megörökítették jegyzőkönyvileg is gróf Csáky Zenó, Szepesvármegye volt főispánjának és az egyesület volt dísztagjának emlékét.